# زالاوگ
زالاوگ (به مجاری:  Zalavég) یک منطقهٔ مسکونی در مجارستان است که در ناحیه زالاسنت‌گروت واقع شده‌است.